# Jackson Porozo
Jackson Gabriel Porozo Vernaza (San Lorenzo, 2000. augusztus 4. –) ecuadori válogatott labdarúgó, a spanyol Leganés hátvéde kölcsönben a francia Troyes csapatától.

## Pályafutása

### Klubcsapatokban
Porozo az ecuadori San Lorenzo városában született. Az ifjúsági pályafutását az Independiente del Valle és a Manta csapatában kezdte, majd a brazil Santos akadémiájánál folytatta.
2017-ben mutatkozott be a Manta felnőtt keretében. 2020-ban a brazil Santoshoz, majd a portugál Boavistához igazolt. 2022. július 1-jén ötéves szerződést kötött a francia első osztályban szereplő Troyes együttesével. Először a 2022. augusztus 7-ei, Montpellier ellen 3–2-re elvesztett mérkőzésen lépett pályára. Első gólját 2022. október 2-án, a Reims ellen hazai pályán 2–2-es döntetlennel zárult találkozón szerezte meg. 2023 és 2025 között a görög Olimbiakósz, a török Kasımpaşa és a spanyol Leganés csapatát erősítette kölcsönben.

### A válogatottban
Porozo az U17-es, az U20-as és az U23-as korosztályú válogatottakban is képviselte Ecuadort.
2019-ben debütált a felnőtt válogatottban. Először a 2019. szeptember 11-ei, Bolívia ellen 3–0-ra megnyert mérkőzés 85. percében, Félix Torrest váltva lépett pályára.

## Statisztikák
2024. május 26. szerint
| Klub                     | Szezon   | Osztály             | Bajnokság | Bajnokság | Kupa  | Kupa | Nemzetközi | Nemzetközi | Összesen | Összesen |
| Klub                     | Szezon   | Osztály             | Meccs     | Gól       | Meccs | Gól  | Meccs      | Gól        | Meccs    | Gól      |
| ------------------------ | -------- | ------------------- | --------- | --------- | ----- | ---- | ---------- | ---------- | -------- | -------- |
| Boavista                 | 2020–21  | Liga Portugal       | 11        | 2         | 0     | 0    | —          | —          | 11       | 2        |
| Boavista                 | 2021–22  | Liga Portugal       | 24        | 0         | 4     | 0    | —          | —          | 28       | 0        |
| Troyes                   | 2022–23  | Ligue 1             | 22        | 2         | 1     | 0    | —          | —          | 23       | 2        |
| Olimbiakósz (kölcsönben) | 2023–24  | Super League Greece | 4         | 0         | 0     | 0    | 5          | 0          | 9        | 0        |
| Kasımpaşa (kölcsönben)   | 2023–24  | Süper Lig           | 14        | 1         | 0     | 0    | —          | —          | 14       | 1        |
| Összesen                 | Összesen | Összesen            | 75        | 5         | 5     | 0    | 5          | 0          | 85       | 5        |

### A válogatottban
| Válogatott | Év       | Pályára lépés | Gól |
| ---------- | -------- | ------------- | --- |
| Ecuador    | 2019     | 1             | 0   |
| Ecuador    | 2021     | 1             | 0   |
| Ecuador    | 2022     | 5             | 0   |
| Ecuador    | 2024     | 1             | 0   |
| Összesen   | Összesen | 8             | 0   |

## Sikerei, díjai
Ecuadori U20-as válogatott
- Dél-amerikai U20-as labdarúgó-bajnokság
  - Győztes (1): 2019